# وزارة التربية والتعليم (سلطنة عمان)
وزارة التربية والتعليم (MOE)؛ هي المؤسسة الحكومية في سلطنة عُمان المسؤولة عن النظام التعليمي قبل التعليم العالي (الذي تشرف عليه وزارة التعليم العالي)، والتعليم المهني الذي تشرف عليه وزارة العمل.

## نشأتها
أنشئت وزارة التربية والتعليم عام ١٩٧٠م باسم وزارة المعارف، وتغير اسمها إلى وزارة التربية والتعليم في عام ١٩٧٣م، وفي عام ١٩٨٢م تغير اسمها إلى وزارة التربية والتعليم وشؤون الشباب وذلك بعد أن نُقلت إليها الاختصاصات المتعلقة بشؤون الشباب. وفي عام ١٩٨٦م تغير اسمها إلى وزارة التربية والتعليم والشباب، وفي عام ١٩٩١م صدر المرسوم السلطاني الذي قضى بتعديل اسم الوزارة إلى وزارة التربية والتعليم.

## اختصاصاتها
تختص وزارة التربية والتعليم في سلطنة عُمان بما يلي:
- نشر التعليم المدرسي الأساسي وما بعد الأساسي في جميع ولايات سلطنة عُمان.
- اقتراح السياسة التعليمية والتربوية بما يتفق والأهداف الوطنية.
- توفير برامج التربية الخاصة ومحو الأمية.
- وضع المناهج وإعداد الكتب لتحقيق العملية التربوية والتعليمية.
- إعداد مشروعات القوانين المتعلقة بالتعليم العام وإصدار اللوائح والقرارات.
- تشجيع استثمار القطاع الخاص في التعليم المدرسي وما قبل المدرسي.
- توفير الأبنية المدرسية بكافة متطلباتها وخدماتها التعليمية، وإدارة نظامها التعليمي وتوفير كافة متطلبات تشغيلها لضمان استمراريتها.
- دعم الحركة الكشفية وتفعيل أنشطتها.
- تحديد قواعد وأسس مهنة التدريس وضوابطها.
- ضمان جودة العملية التعليمية.[1][2][3]

## النظام التعليمي
ينقسم النظام التعليمي في سلطنة عُمان إلى:
1. التعليم الأساسي: يمتد إلى عشر سنوات، من الصف الأول إلى الصف العاشر [4]
2. التعليم بعد الأساسي: يشمل الصفين الحادي عشر والثاني عشر.

## وصلات خارجية
- وزارة التربية والتعليم
- قناة وزارة التربية والتعليم
- بوابة سلطنة عمان التعليمية